# Prohimerta dispar
Prohimerta dispar är en insektsart som först beskrevs av Bei-bienko 1951.  Prohimerta dispar ingår i släktet Prohimerta och familjen vårtbitare. Inga underarter finns listade i Catalogue of Life.